# 豫劇
豫劇（よげき）は、中国の伝統的な古典演劇である戯曲（歌劇の一種）の一つ。京劇、評劇、越劇、黄梅劇と合わせて中国5大演劇とされる。
元は豫州（現在の河南省）で、明朝末期から清朝初期にかけて始まったとされる。

## 主な劇団
- 河南豫劇院
- 西安市豫劇院
- 台湾豫劇団（台湾）